# Matthias Hanke (Kirchenmusiker)

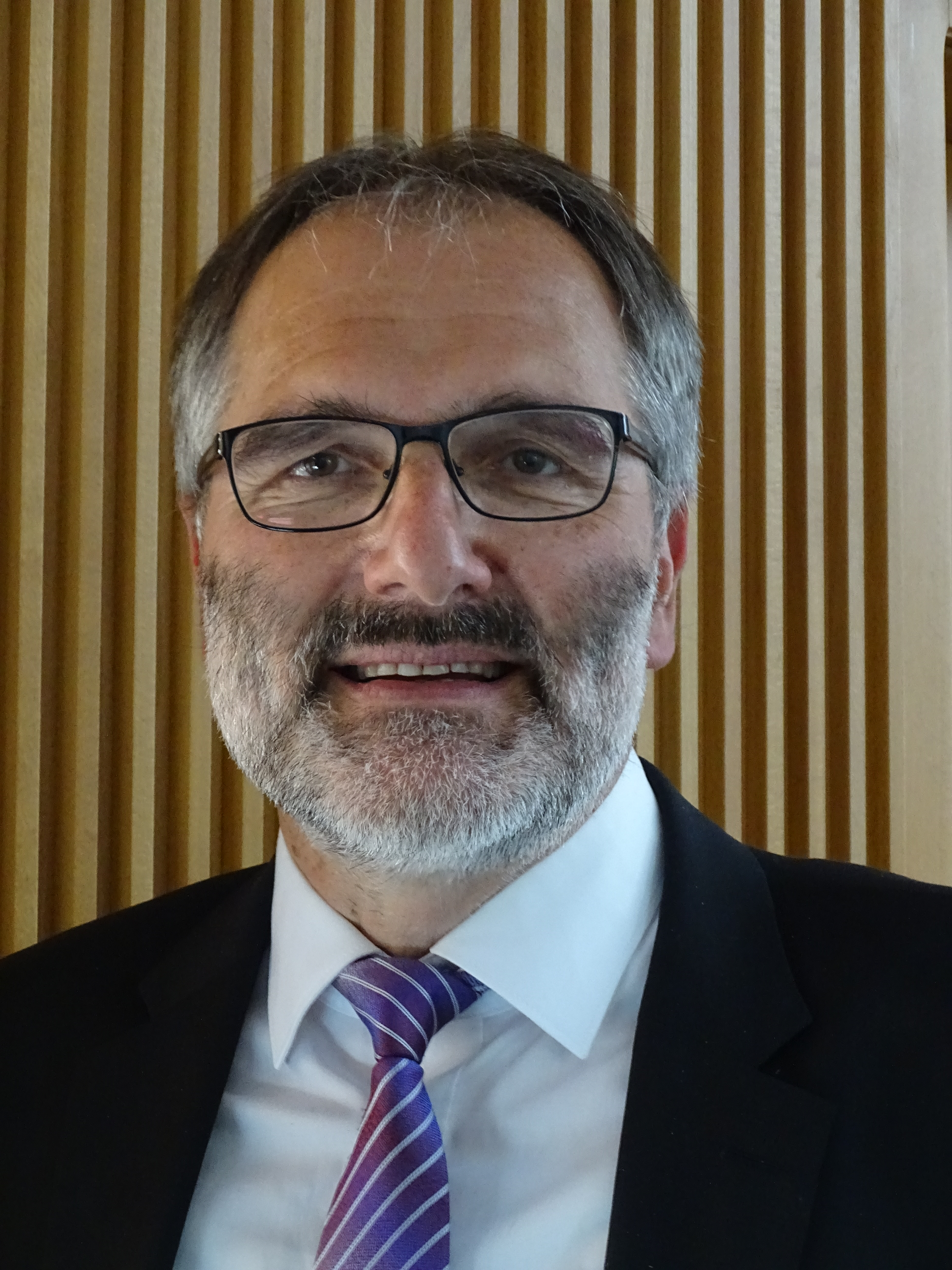
Matthias Hanke im Oktober 2018

Matthias Hanke (* 1965 in Kelheim) ist Landeskirchenmusikdirektor der Evangelischen Landeskirche in Württemberg. Zuvor war er Bezirkskantor für den evangelischen Kirchenbezirk in Böblingen und Kirchenmusikdirektor in Sindelfingen.

## Werdegang
Bereits mit vierzehn Jahren übernahm er in Kelheim die Leitung eines Kirchenchors und eines Posaunenchors sowie den Orgeldienst für drei Stätten. Noch vor dem Abitur legte er die D- und die C-Prüfung für das Orgelspiel ab. Matthias Hanke übernahm nach einem Studium der Musikpädagogik und Kirchenmusik in Bayreuth und München (Abschluss: A-Examen) die Leitung der berufsvorbereitenden Musikausbildung an der bayrischen Landesschule für Blinde in München.
1995 trat er die Kirchenmusikerstelle an der Martinskirche in Sindelfingen an. 2003 wurde er von Landesbischof Gerhard Maier als bis dahin jüngster in der Geschichte der Landeskirche zum Kirchenmusikdirektor ernannt. Er war zugleich Bezirkskantor im Evangelischen Kirchenbezirk Böblingen. Hanke leitete mehrere Chöre im Martinskantorat und das Stiftshoforchester in Sindelfingen und ging mit diesen auf internationale Konzertreisen u. a. nach Brasilien, Südafrika, Italien, Polen, Frankreich, Spanien und Russland. Seine wichtigsten lokalen Kulturprojekte waren die „Sindelfinger Bachtage“ und „Raum geben - die leere Martinskirche“ mit spartenübergreifenden Konzertkonzepten und Gottesdiensten. Die Künstlerische Zusammenarbeit mit Gerhart Darmstadt (Hamburg), Obertonsänger Wolfgang Saus (Aachen) oder Komponist Helge Burggrabe bereicherte sein Wirken. Nebenbei spielte er auch gerne in der Salonmusikformation Cocktail Klavier und fuhr mit seiner Familie auf Konzertreisen.
Am 1. April 2016 trat er das Amt des Landeskirchenmusikdirektors (LKMD) der Evangelischen Landeskirche Württemberg an und wurde Nachfolger von LKMD Bernhard Reich. Hanke ist in der Geschichte der Landeskirche nach Hermann Stern (1973–1978), Rudolf-Günther Läpple (1978–1989), Siegfried Bauer (1989–2009) und Bernhard Reich (2009–2016) der fünfte Landeskirchenmusikdirektor.
Sein Nachfolger als Kirchenmusiker in Sindelfingen und als Bezirkskantor im Bezirk Böblingen ist Daniel Tepper. Matthias Hanke ist seit 2018 Beiratsvorsitzender der Stiftung Singen mit Kindern. Er ist Beiratsvorsitzender der Kohelet GmbH & Co KG, die 2019 die Lieder-App Cantico veröffentlichte.

## Privates
Matthias Hanke ist mit der österreichischen Diplom-Geigerin Theresia Hanke verheiratet. Die vier Söhne David, Lukas, Jonathan und Fabian treten unter dem Namen Hanke Brothers in der Öffentlichkeit auf.

## Veröffentlichungen (Auswahl)

### Noten, Aufsätze
- Grenzenlos – Boundless – Kirchenlieder in verschiedenen Sprachen, hrsg. vom Referat Mission, Ökumene und kirchlicher Entwicklungsdienst in Zusammenarbeit mit dem Amt für Kirchenmusik der Evangelischen Landeskirche in Württemberg, Strube-Verlag (VS4141), Stuttgart 2020[4]
- Chorheft 1993 zum Kirchentag in München, hrsg. von Helga Draugelates, Lothar Friedrich und Matthias Hanke, Strube-Verlag (Edition 1323), München 1993
- Chor im Gottesdienst und andere Aufsätze, in: „Musik in unserer Kirche. Handbuch der Kirchenmusik in der Evangelischen Landeskirche in Württemberg“, Strube-Verlag (Edition 9058), München 2007, ISBN 978-3-89912-102-5.
- Das Liederbuch für den Gottesdienst,  hrsg. von Hans-Joachim Eißler, Michael Krimmer und Cornelius Kuttler unter Mitarbeit von Matthias Hanke und Bernhard Leube, buch+musik, Stuttgart 2019, ISBN 978-3-86687-247-9.
- Wo wir dich loben, wachsen neue Lieder – Ein Angebot für die Gemeinden, hrsg. von den Evangelischen Landeskirchen in Baden, Württemberg, Pfalz, Elsass und Lothringen, Strube-Verlag München 2005, VS 6282, ISBN 3-89912-083-3.
- Wo wir dich loben, wachsen neue Lieder – plus, hrsg. von den Evangelischen Landeskirchen in Baden, Württemberg, Pfalz, Elsass und Lothringen, Strube-Verlag München 2018, VS 4111, ISBN 978-3-89912-211-4.

### Tonaufnahmen
- Have a nice day! mit dem Sindelfinger Kinder- und Jugendchor, Leitung: Matthias Hanke, Sindelfingen 2000
- Let Praises Sound an Musical Evening Service von Niels Kjellström, mit dem Sindelfinger Kinder- und Jugendchor, cappella nuova Sindelfingen, Bigband und Latino-Combo, Gesang: Anja Tschamler, Leitung: Matthias Hanke, Sindelfingen 2010.[5]
- Familie Hanke in concert, die Familien-CD, 2014
- Missa Pacis, DVD und CD der gleichnamigen Jazz-Messe von und mit Prof. Tilman Jäger, München 2016, Carus Verlag Stuttgart CV 28.005/99